# Life in Cartoon Motion
| Оценки критиков        | Оценки критиков |
| Источник               | Оценка          |
| ---------------------- | --------------- |
| Allmusic               | [ 1 ]           |
| Drowned in Sound       | (1/10)          |
| Entertainment Weekly   | B+              |
| The Guardian           | [ 4 ]           |
| Los Angeles Times      | [ 5 ]           |
| Observer Music Monthly | [ 6 ]           |
| Pitchfork Media        | (1.5/10)        |
| Robert Christgau       | [ 8 ]           |
| Slant Magazine         | [ 9 ]           |
| Stylus                 | D−              |
| КОМПАКТ                | [ 11 ]          |

Life in Cartoon Motion — дебютный студийный альбом британского певца Мики, издан 5 февраля 2007 года на Island Records. Через несколько недель, как раз в момент публикации в Штатах, возглавил британский хит-парад. Весной 2007 года имя Мики фигурировало во главе рейтинга «Sound 2007» — за него проголосовало большинство зрителей ВВС News.

## Об альбоме
Осенью 2006 года в Великобритании был опубликован его дебютный сингл «Relax, Take It Easy». Песня получила неплохую ротацию в эфире BBC Radio 1, а популярный диджей Скотт Миллз назвал её синглом недели. В январе 2007 г. был выпущен сингл «Grace Kelly». По данным портала MySpace, менее чем за 4 месяца его скачали со страницы Мики 250 000 раз. По итогам первой недели продаж он сразу оказался на вершине британского хит-парада синглов. Оба сингла вошли в «Life in Cartoon Motion».
Life in Cartoon Motion записывался в Лос-Анджелесе, его продюсированием и сведением занимался Грег Уэллс. Для записи альбома Мике удалось достать пианино, на котором Фредди Меркьюри написал многие классические песни группы Queen.
Эскизы для обложки альбома Мика разрабатывал сам, уделяя оформлению повышенное внимание, а окончательный вариант подготовила его родная сестра Ясмин, работавшая под псевдонимом DaWack.
После выхода альбома музыкальные журналисты стали сравнивать Мику с Элтоном Джоном, Дэвидом Боуи, Робби Уильямсом, Фредди Меркьюри и Scissor Sisters.

## Песни
«Billy Brown», история мужчины, который оставляет жену и детей ради другого мужчины, рассказанная остроумно и очень эмоционально, породила волну домыслов о сексуальной ориентации музыканта. Музыкант не даёт комментариев по этому поводу.
Мелодия песни «Grace Kelly» основана на фрагменте из знаменитой арии Фигаро (опера «Севильский цирюльник» Джоаккино Россини) Largo al factotum.

## Список композиций
1. Grace Kelly — 3:09
2. Lollipop — 3:05
3. My Interpretation — 3:37
4. Love Today — 3:57
5. Relax, Take it Easy — 4:32
6. Any Other World — 4:21
7. Billy Brown — 3:16
8. Big Girl (You Are Beautiful) — 4:10
9. Stuck in the Middle — 4:11
10. Happy Ending/Over My Shoulder — 9:10
11. Ring Ring — 2:49